# Singaporemma halongense
Espèce
Synonymes
- Singaporemma halongensis Lehtinen, 1981

Singaporemma halongense est une espèce d'araignées aranéomorphes de la famille des Tetrablemmidae.

## Distribution
Cette espèce est endémique du Viêt Nam.

## Étymologie
Son nom d'espèce, composé de halong et du suffixe latin -ense, « qui vit dans, qui habite », lui a été donné en référence au lieu de sa découverte, la baie d'Along.

## Publication originale
- Lehtinen, 1981 : Spiders of the Oriental-Australian region. III. Tetrablemmidae, with a world revision. Acta Zoologica Fennica, vol. 162, p. 1-151.